# دومینیک بلاوانس
دومینیک بلاوانس (به فرانسوی: Dominic Bellavance) رمان‌نویس قرن بیستم میلادی اهل کانادا است.